# كريستوفر جونسون
كريستوفر جونسون هو لاعب كرة القدم الكندية كندي، ولد في 10 أبريل 1991 في تورونتو في كندا.